# Pseudanophthalmus higginbothami
Pseudanophthalmus higginbothami är en skalbaggsart som beskrevs av Valentine. Pseudanophthalmus higginbothami ingår i släktet Pseudanophthalmus och familjen jordlöpare. Inga underarter finns listade i Catalogue of Life.